# 1182
1182 (MCLXXXII) var ett normalår som började en fredag i den julianska kalendern.

## Händelser

### Maj
- 12 maj – När den danske kungen Valdemar den store dör efterträds han som kung av Danmark av sin son Knut VI.

## Födda
- Håkon Sverresson, kung av Norge 1202–1204.
- Minamoto no Yoriie, shogun av Japan.

## Avlidna
- 12 maj – Valdemar den store, kung av södra Jylland sedan 1146 och av hela Danmark sedan 1157.
- Eskil, nordisk ärkebiskop 1137-1164 och dansk ärkebiskop 1164-1177 (död detta eller föregående år).
- Maria av Antiochia, bysantinsk kejsarinna och regent.
- Maria I av Boulogne, regerande vasallgrevinna av grevedömet Boulogne.